# Yuru Camp△
Yuru Camp (ゆるキャン△ Yurukyan?, Campamento libre), conocido en inglés como Laid-Back Camp, es un manga creado por Afro, serializado en la revista seinen Manga Time Kirara Forward de la editorial Hōbunsha, de julio de 2015 a febrero de 2019 cuando fue transferido al sitio web Comic Fuz. Una adaptación al anime producida por el estudio C-Station fue emitida desde el 4 de enero al 22 de marzo de 2018. Un anime corto, titulado Heya Camp, fue emitido en Japón durante el 6 de enero de 2020 hasta su finalización el 23 de marzo de 2020, en el que se emitieron 12 episodios. La segunda temporada se emitió de enero a abril de 2021. 
En marzo de 2021 se lanzó un videojuego de realidad virtual basado en la serie. Se anunció la producción de una película para 2022. Una tercera temporada de anime se emitió de abril a junio de 2024. Se ha anunciado una cuarta temporada.

## Argumento
Nadeshiko es una estudiante de preparatoria que se ha mudado de Shizuoka a Yamanashi y que decide ir a ver el famoso monte Fuji que aparece en los billetes de mil yenes. Aunque consigue llegar en bicicleta hasta Motosu, se ve obligada a volver atrás debido al mal tiempo. Habiendo sido incapaz de poder ver con sus propios ojos su objetivo, acaba desmayándose. Cuando despierta ya es de noche y está en un sitio que no reconoce y no sabe cómo regresar a casa. Por suerte Nadeshiko se encuentra con Rin, una chica que está acampando ella sola y quien la salva.

## Personajes
Nadeshiko Kagamihara (各務原 なでしこ Kagamihara Nadeshiko?)
Seiyū: Yumiri Hanamori, Jocelyn Robles (español latino)
Una chica enérgica y tragona con un monstruo en el estómago.
Rin Shima (志摩 リン Shima Rin?)
Seiyū: Nao Tōyama, Ximena Fragoso (español latino)
Una chica generalmente tranquila que disfruta acampar sola.
Chiaki Oogaki (大垣 千明 Ōgaki Chiaki?)
Seiyū: Sayuri Hara, Analiz Sánchez (español latino)
Presidenta del Outdoor Activities Circle.
Aoi Inuyama (犬山 あおい Inuyama Aoi?)
Seiyū: Aki Toyosaki, Montserrat Aguilar (español latino)
Amiga de Chiaki y miembro del Outdoor Activities Circle.
Ena Saitou (斉藤 恵那 Saitō Ena?)
Seiyū: Rie Takahashi, Estefanía Piedra (español latino, temporada 1 y 2) y Mildred Barrera (español latino, temporada 3)
Compañera de clase de Rin. Es muy alegre.
Sakura Kagamihara
Seiyū: Marina Inoue, Angélica Villa (español latino)
La hermana mayor de Nadeshiko. A ella le encanta conducir.
Minami Toba
Seiyū: Shizuka Itō
Una maestra sustituta que ingresa a la escuela secundaria de Nadeshiko. Se convirtió en asesora del Outdoor Activities Circle ya que prefiere clubes que no están ocupados la mayor parte del tiempo. Ella bebe mucho alcohol. Ella primero se encuentra con Nadeshiko y Rin durante su campamento mientras ella está acampando con su hermana menor.
Abuelo de Rin
Seiyū: Akio Otsuka, José Luis Miranda (español latino, temporada 1) y Fabián Rétiz (español latino, temporada 2)
El abuelo materno de Rin Le encanta acampar al aire libre y él es quien influyó en su Rin en su pasatiempo de campismo. Apareció por primera vez como el anciano que campaba solo hasta que se reunió con Chiaki cuando ella está buscando un sitio para acampar. Él sirve como el narrador en el anime.

## Medios

### Manga
El manga es serializado en la revista seinen Manga Time Kirara Forward de la editorial Houbunsha en julio de 2015. Diecisiete volúmenes han sido liberados hasta el momento. Yen Press ha licenciado el manga para su lanzamiento en América del Norte, y lanzará el primer volumen del manga en inglés en marzo de 2018.

### Anime
Una adaptación al anime, dirigida por Yoshiaki Kyōgoku y producida por C-Station, se estrenó el 4 de enero de 2018. Jin Tanaka supervisó los guiones de la serie y Mutsumi Sasaki diseñó los personajes. El tema de apertura es "Shiny Days" de Asaka, que se lanzó como sencillo el 24 de enero de 2018, mientras que el tema final es "Fuyu Biyori" de Eri Sasaki. 
La serie tendrá 12 episodios, y un OVA en su DVD / Blu-ray. Crunchyroll transmite la serie de forma simultánea.
El 28 de octubre de 2021, Crunchyroll anunció que la serie recibirá un doblaje tanto en inglés como en español latino, que se estrenó en 2022.
Durante el evento de La  Mole, Crunchyroll anunció que se emitirá  a partir de  mayo en el bloque de Toonami Powered by Crunchyroll en Cartoon Network (Posteriormente en América Televisión). Se anunció una tercera temporada en octubre de 2022. La tercera temporada fue animada por 8-Bit y dirigida por Shin Tosaka, con Masafumi Sugiura a cargo de la composición de la serie e Hisanori Hashimoto diseñando los personajes. La tercera temporada se emitió del 4 de abril al 20 de junio de 2024.
Se anunció que una cuarta temporada comenzará a producirse en noviembre de 2024..

### Película
Se anunció que la nueva película de la serie se estrenará a principios del verano de 2022, y los miembros principales del personal de la serie de televisión regresarán para la producción.